# Rochehaut
.

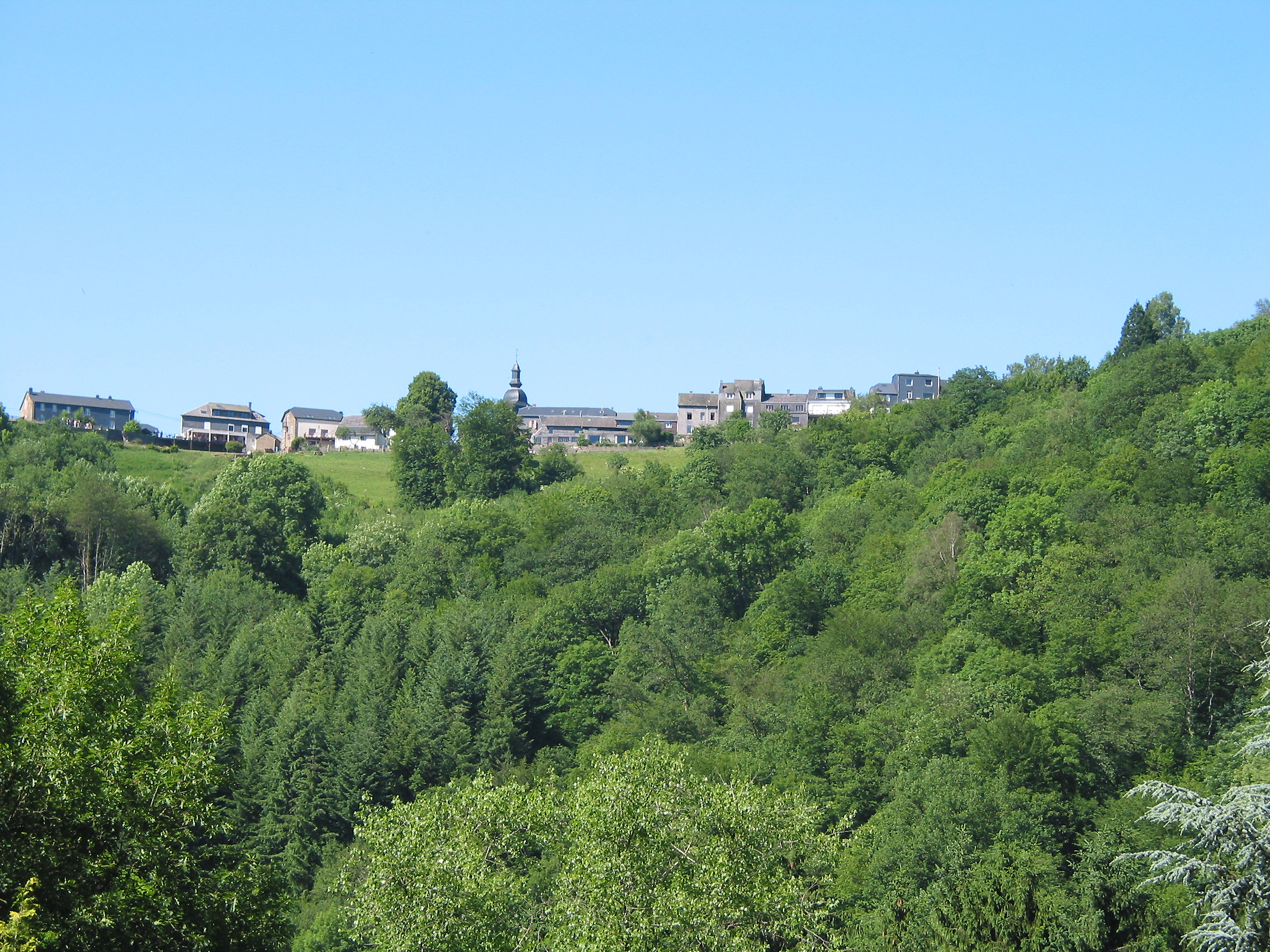
Rochehaut, het centrum gezien vanuit Frahan

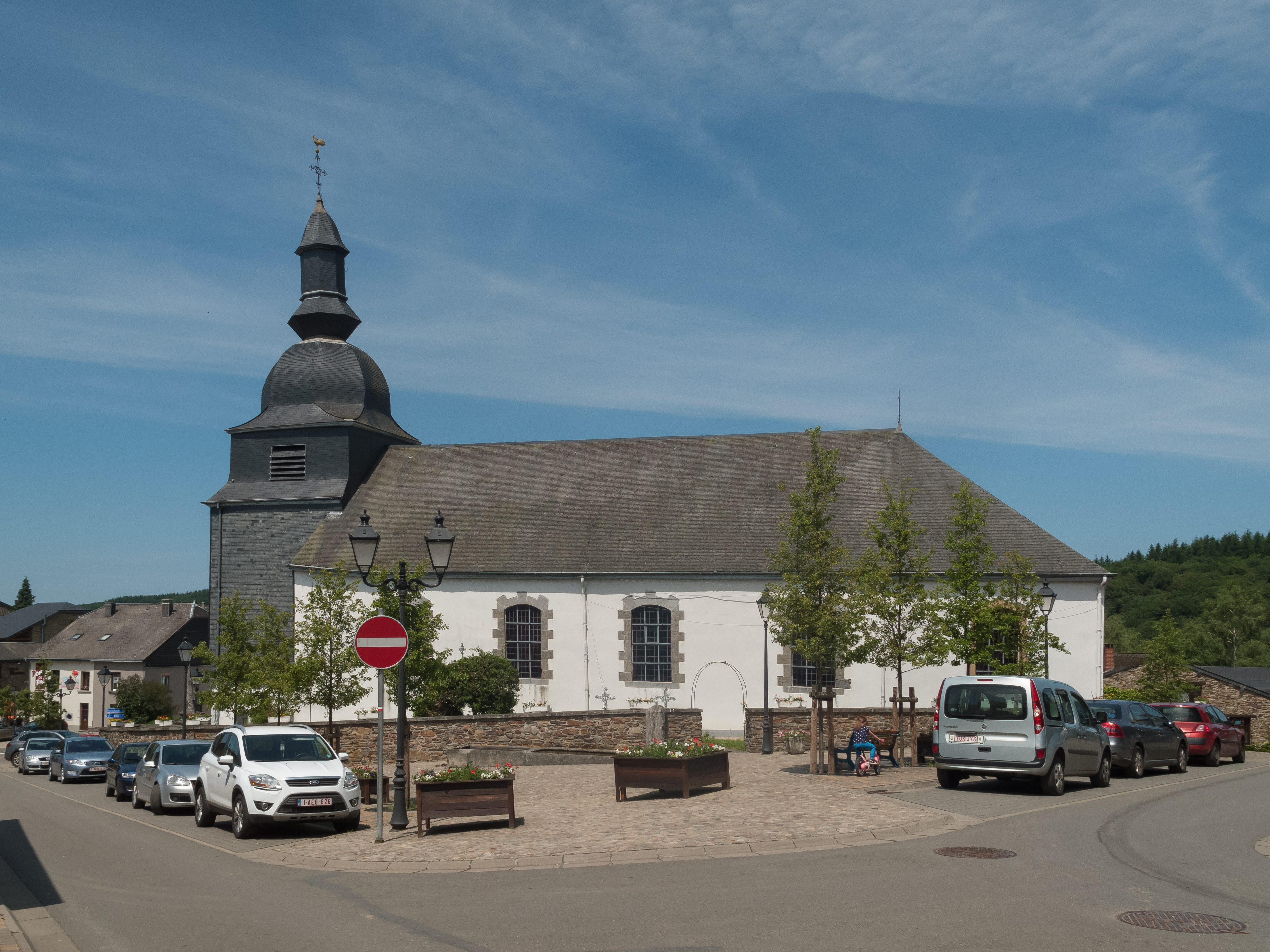
Église Saint-Firmin

Rochehaut (Waals: Rotchô) is een dorp in de Belgische provincie Luxemburg en een deelgemeente van Bouillon, dat deel uitmaakt van het arrondissement Neufchâteau. Rochehaut werd een zelfstandige gemeente in 1858 toen het afgesplitst werd van Vivy en bleef dit tot 1 januari 1977. De plaats ligt aan de Semois. Ten zuiden van het dorpscentrum ligt in de deelgemeente nog het dorpje Frahan, op een meander in deze rivier.

## Geografie

### Kernen
Naast Rochehaut zelf omvat de deelgemeente nog het dorp Frahan en de gehuchten Laviot, Les Crêtes de Frahan en Remifontaine.

### Straten
| - Chemin des Falloises - Le Routi - Place Marie Howet - Route de Alle - Rue de la Cense | - Rue de la Passerelle - Rue des Crêtes - Rue des Moissons - Rue du Palis - Rue du Tabac | - Rue Laviot - Virée de la Caton - Voie de Remifontaine |

## Demografische ontwikkeling
- Bronnen:NIS, Opm:1831 tot en met 1970=volkstellingen, 1976= inwoneraantal op 31 december

## Toerisme

### Bezienswaardigheden
- Het dierenpark Entre Ferme et Forêt
- Het Landbouwmuseum (Frans: Agri-Musée), alwaar oude landbouwmachines worden tentoongesteld
- De Sint-Firminuskerk (église Saint-Firmin) van Rochehaut zou uit de 12e of 13e eeuw dateren.
- De tabak van de Semois wordt ter plaatse verbouwd en verwerkt.
- Het Uitzichtspunt van Rochehaut (befaamd uitzichtspunt, met onder meer zicht op het meanderdorp Frahan)
- De woning van kunstschilderes Marie Howet

Frahan mag zich als geklasseerd bloemendorp een "dorp van de rozen" noemen. De Onze-Lieve-Vrouw-Hemelvaartkerk (église de l'Assomption de Notre Dame) dateert uit 1843, en voorts huisvest het plaatsje nog een geklasseerde zeventiende-eeuwse woning en een publieke wasplaats.

### Horeca
Rochehaut telt minimaal tien hotels en herbergen, zes campings, een camperplaats: "Le Palis" en zeven restaurants en een ruime keuze aan te huren chalets. Onder de hotels en restaurants zijn er zaken die zich tevens een café of frituur noemen. Er is ook een officiële overnachtingsplaats voor zwerfautogebruikers.

## Bekende inwoners
- Marie Howet (1897-1984), kunstschilderes